# Banareia banareias
Banareia banareias es una especie de crustáceo decápodo de la familia Xanthidae. Originalmente fue incluida en el género Actaea.

## Distribución
Habita en aguas marinas pocas profundas. Se encuentran en el mar Rojo, la provincia de Toliara (Madagascar), el archipiélago de Chagos, las islas Salomón, la isla Amami Ōshima (Japón), las islas Paracel (China/Vietnam), las islas del noreste de Australia, Tonga, Hawái, Oahu.